# VM i håndbold 1971 (kvinder)
Verdensmesterskabet i håndbold for damer i 1971 var det fjerde indendørs VM i håndbold for kvinder, og slutrunden med deltagelse af ni hold blev afholdt i Holland i perioden 11. – 19. december 1971. DDR, Holland og Norge deltog for første gang, og DDR vandt endda turneringen.
Mesterskabet blev domineret af de fire østeuropæiske hold, der satte sig på de første fire pladser. DDR blev verdensmestre for første gang. Sølvmedaljerne gik for andet VM i træk til Jugoslavien, mens de forsvarende verdensmestre fra Ungarn denne gang måtte "nøjes" med bronzemedaljerne. Danmark endte på sjettepladsen, hvilket var den dårligste danske placering ved et kvinde-VM indtil da.

## Slutrunde

### Indledende runde
De 9 deltagende lande spillede først en indledende runde med 3 grupper á 3 hold. De to bedste hold fra hver gruppe gik videre til hovedrunden om placeringerne 1-6, mens de sidste tre hold spillede videre i placeringsrunden om placeringerne 7-9.

#### Gruppe A
| Dato   | Kamp                   | Res.  |
| ------ | ---------------------- | ----- |
| 11.12. | Vesttyskland - Japan   | 10-7  |
| 12.12. | Danmark - Japan        | 11-7  |
| 13.12. | Danmark - Vesttyskland | 12-11 |

| Gruppe A     | Kampe | Mål   | Point |
| ------------ | ----- | ----- | ----- |
| Danmark      | 2     | 23-18 | 4     |
| Vesttyskland | 2     | 21-19 | 2     |
| Japan        | 2     | 14-21 | 0     |

#### Gruppe B
| Dato   | Kamp                   | Res.  |
| ------ | ---------------------- | ----- |
| 11.12. | Jugoslavien - Norge    | 14-7  |
| 12.12. | Rumænien - Norge       | 8-6   |
| 13.12. | Jugoslavien - Rumænien | 12-12 |

| Gruppe B    | Kampe | Mål   | Point |
| ----------- | ----- | ----- | ----- |
| Jugoslavien | 2     | 26-19 | 3     |
| Rumænien    | 2     | 20-18 | 3     |
| Norge       | 2     | 13-21 | 0     |

#### Gruppe C
| Dato   | Kamp             | Res. |
| ------ | ---------------- | ---- |
| 11.12. | Ungarn - Holland | 12-3 |
| 12.12. | DDR - Holland    | 15-8 |
| 13.12. | DDR - Ungarn     | 9-8  |

| Gruppe C | Kampe | Mål   | Point |
| -------- | ----- | ----- | ----- |
| DDR      | 2     | 24-16 | 4     |
| Ungarn   | 2     | 20-12 | 2     |
| Holland  | 2     | 11-27 | 0     |

### Placeringsrunde
Holdene der sluttede på sidstepladerne i de indledende grupper spillede i placeringsrunden om placeringerne 7-9.
| Dato   | Kamp            | Res.  |
| ------ | --------------- | ----- |
| 15.12. | Norge - Japan   | 12-12 |
| 16.12. | Norge - Holland | 8-7   |
| 17.12. | Holland - Japan | 13-11 |

| Placeringsrunde | Placeringsrunde | Kampe | Mål   | Point |
| --------------- | --------------- | ----- | ----- | ----- |
| 7.              | Norge           | 2     | 20-19 | 3     |
| 8.              | Holland         | 2     | 20-19 | 2     |
| 9.              | Japan           | 2     | 23-25 | 1     |

### Hovedrunde
De to bedste hold fra hver af de indledende grupper spillede i hovedrunden om placeringerne 1-6. De sekshold blev først inddelt i to nye grupper med tre hold, der spillede alle-mod-alle. De to gruppevindere gik videre til VM-finalen, toerne gik videre til bronzekampen, mens treerne måtte nøjes med at spille placeringskamp om 5.-pladsen.

#### Gruppe I
| Dato   | Kamp               | Res.  |
| ------ | ------------------ | ----- |
| 15.12. | Rumænien - Danmark | 11-11 |
| 16.12. | DDR - Rumænien     | 12-10 |
| 17.12. | DDR - Danmark      | 12-7  |

| Gruppe I | Kampe | Mål   | Point |
| -------- | ----- | ----- | ----- |
| DDR      | 2     | 24-17 | 4     |
| Rumænien | 2     | 21-23 | 1     |
| Danmark  | 2     | 18-23 | 1     |

#### Gruppe II
| Dato   | Kamp                       | Res.  |
| ------ | -------------------------- | ----- |
| 15.12. | Jugoslavien - Vesttyskland | 11-8  |
| 16.12. | Ungarn - Vesttyskland      | 12-10 |
| 17.12. | Jugoslavien - Ungarn       | 12-6  |

| Gruppe II    | Kampe | Mål   | Point |
| ------------ | ----- | ----- | ----- |
| Jugoslavien  | 2     | 23-14 | 4     |
| Ungarn       | 2     | 18-22 | 2     |
| Vesttyskland | 2     | 18-23 | 0     |

### Finaler
| Dato               | Kamp                   | Res.  |
| ------------------ | ---------------------- | ----- |
| Kamp om 5.-pladsen |                        |       |
| 19.12.             | Vesttyskland - Danmark | 13-9  |
| Bronzekamp         |                        |       |
| 19.12.             | Ungarn - Rumænien      | 12-11 |
| Finale             |                        |       |
| 19.12.             | DDR - Jugoslavien      | 11-8  |

| Plac.  | Hold         |
| ------ | ------------ |
| Guld   | DDR          |
| Sølv   | Jugoslavien  |
| Bronze | Ungarn       |
| 4.     | Rumænien     |
| 5.     | Vesttyskland |
| 6.     | Danmark      |